# 曽我井駅
曽我井駅（そがいえき）は、かつて兵庫県多可郡中町（現：多可町中区）曽我井字上川原にあった西日本旅客鉄道（JR西日本）鍛冶屋線の駅である。

## 歴史
- 1961年（昭和36年）
  - 10月1日 ：地元の請願により、国鉄の曽我井仮乗降場として開業[1]。
  - 12月20日：曽我井駅に昇格[1][2]。気動車の旅客のみを取り扱う駅員無配置駅[3]（旅客駅[1]）。
- 1987年（昭和62年）4月1日：国鉄分割民営化により、JR西日本が継承[1]。
- 1990年（平成2年）4月1日：鍛冶屋線廃線に伴い廃止[1]。

## 駅構造
単式ホーム1面1線のみを有していた地上駅。無人駅で駅舎はなかった。

## 駅周辺
- クワムラ食品
- 多可町中浄化センター
- 崇福寺
- 大年神社
- 国道427号
- 杉原川

## 現状

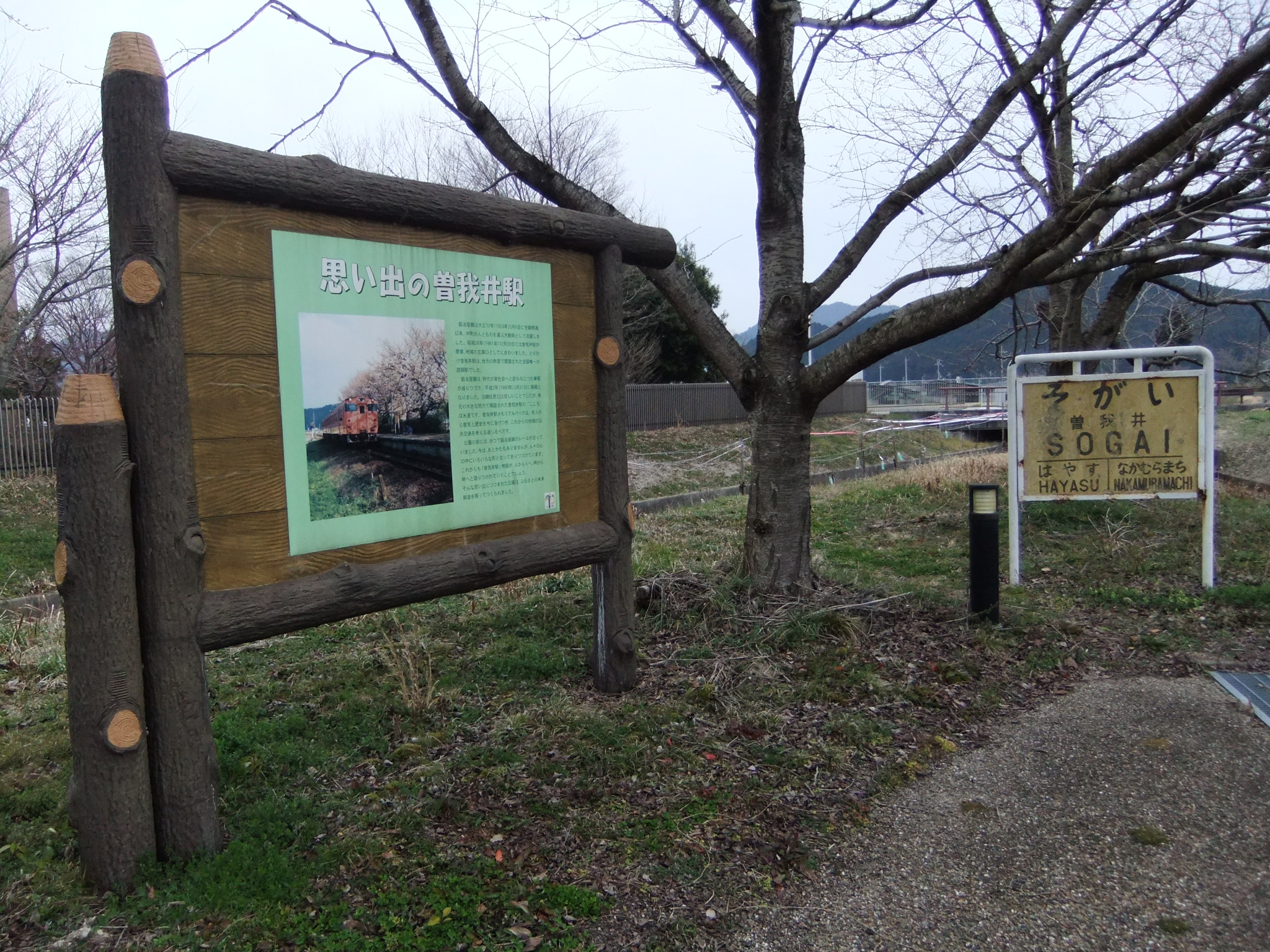
駅跡の道路脇に設置された説明版と駅名標（2017年3月）

駅の跡地は道路となっているが、道路脇に曽我井駅メモリアルパークが整備された。園内には駅があったことを示す案内板があり、その脇に当駅の駅名標がある。

## 隣の駅
西日本旅客鉄道（JR西日本）
鍛冶屋線
羽安駅 - 曽我井駅 - 中村町駅